# Queratosis seborreica

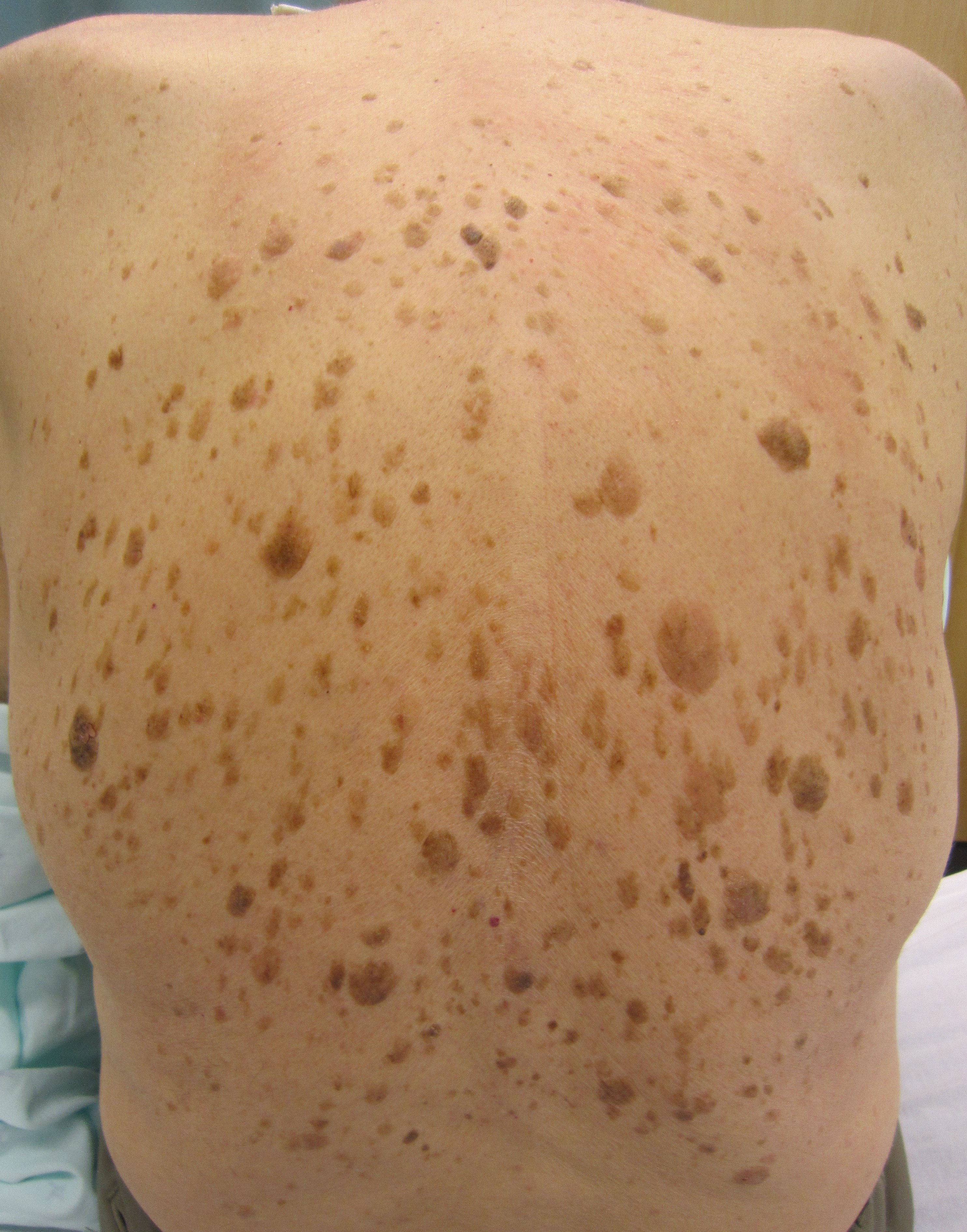
Numerosas queratosis seborreicas en la espalda de una persona.

En medicina y dermatología, se denomina queratosis seborreica a un tipo de tumor benigno que aparece en la piel. Es un proceso muy frecuente que afecta a un porcentaje elevado de la población, sobre todo a personas de más de 30 años. Puede localizarse en cualquier zona de la piel, tanto en cara como en tronco y extremidades, pero no afecta a las mucosas. Es habitual que existan lesiones múltiples en diferentes partes del cuerpo. No precisa tratamiento salvo por motivos estéticos.

## Etiología
La causa de su aparición es desconocida, aunque se considera que el fenómeno tiene lugar en el contexto del envejecimiento cutáneo, por ello es más frecuente en personas de edad avanzada. Su aparición es más común en individuos de piel clara y existe predisposición hereditaria a la enfermedad. No se ha demostrado relación con la exposición solar ni infecciones viricas.

## Histología
Consiste en una proliferación benigna de las células basales de la epidermis.

## Tipos
Existen diversas variedades de la afección:
- Queratosis seborreica común.
- Queratosis seborreica reticulada.
- Queratosis seborreica en estuco.
- Queratosis seborreica clonal.
- Queratosis seborreica irritada o inflamada.
- Queratosis seborreica con atipia escamosa.
- Melanoacantoma.

## Tratamiento
No precisan tratamiento, salvo por motivos estéticos o que causen molestias por encontrarse en zonas de la piel con roce continuado. Pueden eliminarse mediante extirpación directa, o utilizando crioterapia, electrocoagulación o láser.